# Sitochroa verticalis

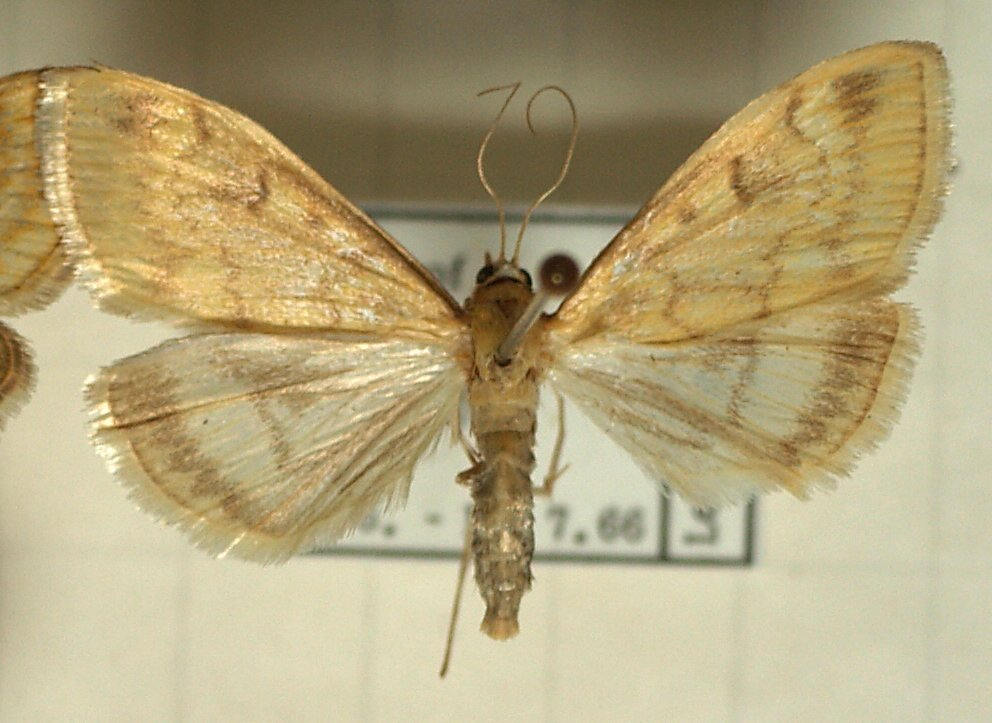
Gespannter Falter

Sitochroa verticalis ist ein Schmetterling aus der Familie der Crambidae.

## Merkmale
Die Falter erreichen eine Flügelspannweite von etwa 30 Millimetern (bzw. eine Vorderflügellänge von 12 bis 14 mm). Die Vorderflügel sind weißlich gelb, hell ockergelb bis hell bräunlich. Die Zeichnung besteht aus drei dunkleren Querlinien: der grob gezackten inneren Querlinie, der fein gezackten äußeren Querlinie und der meist weniger scharf markierten Wellenlinie. Dazu kommen häufig undeutlich markierte Ring- und Nierenmakel. Die Zeichnung ist auf der Unterseite der Vorderflügel wesentlich kräftiger ausgebildet. Die Hinterflügel sind weißlich gelb und haben zwei dunklere Querlinien.
Die grüne Raupe besitzt einen hellbraun gefärbten Kopf und schwarzbraune Pinnacula, die z. T. zentral aufgehellt sind. Sie wird erwachsen bis 29 mm lang.

## Geographische Verbreitung und Lebensraum
Das Verbreitungsgebiet reicht von Portugal im Westen, über Mittel- und Osteuropa, Sibirien (Burjatien) bis in den Russischen Fernen Osten und Japan. Im Norden reicht das Areal bis Südschweden, im Süden bis nach Italien.
Die Art bevorzugt trockene, aber auch etwas feuchtere Habitate in der offenen Landschaft.

## Lebensweise
Sitochroa verticalis bildet je nach Region ein bis zwei Generationen aus. Die Falter fliegen im Juni und Juli, die der zweiten Generation im August und September. Die Falter sind nachtaktiv und kommen an künstliche Lichtquellen. Tagsüber verstecken sie sich in der Vegetation. Sie sind leicht aufzuscheuchen, suchen sich danach aber rasch ein neues Versteck. Die Raupen fressen an Salbei-Gamander (Teucrium scorodonia), Kratzdisteln (Cirsium), Melden (Atriplex), Große Brennnessel (Urtica dioica), Schwarze Flockenblume (Centaurea nigra), Wiesen-Sauerampfer (Rumex acetosa), Nickende Distel (Carduus nutans) und Schmalblättriger Doppelsame (Diplotaxis tenuifolia). Die Verpuppung erfolgt wohl erst im Frühjahr.

## Systematik
Das Taxon wurde 1758 von Carl von Linné als Phalaena Pyralis verticalis erstmals wissenschaftlich beschrieben. Die Art wurde später auch der Gattung Loxostege zugeordnet.

## Belege